# Theatre of Tragedy
Theatre of Tragedy war eine 1993 gegründete norwegische Band aus Stavanger. Der Band wird aufgrund ihres Frühwerks eine bedeutsame Rolle in der Popularisierung des Gothic Metal zugeschrieben. Im Verlauf ihrer Karriere änderte die Gruppe allerdings mehrmals ihren Musikstil. Hinzukommend zeichnete sich die Besetzung von Theatre of Tragedy durch einen anhaltenden Wechsel, der gelegentlich mit öffentlich ausgetragenen Konflikten einherging, aus. Zur letzten offiziellen Veröffentlichung der Band verblieben aus der Urbesetzung Raymond István Rohonyi, Lorentz Aspen und Hein Frode Hansen.

## Geschichte

### Massacre Records
Raymond István Rohonyi, Tommy Lindal, Pål Bjåstad, Hein Frode Hansen und Lorentz Aspen gründeten 1993 Suffering Grief als Band, deren Musik im Death-Doom-Stil mit frühneuenglischen Texten und Keyboard-Passagen arrangiert wurde. Nach einer Umbenennung in Le Reine Noir folgte im April 1994 der Namenswechsel zu Theatre of Tragedy. Im gleichen Jahr trat Liv Kristine Espenæs der Band als feste Sängerin bei. Espenæs war ursprünglich als Rohonyis damalige Beziehungspartnerin bei den Proben anwesend. Nachdem Rohonyi davon absah als Gitarrist zu agieren und die Band sich zunehmend formierte brachte Espenæs sich erst als Backgroundsängerin ein. Nach zwei Proben variierte die Band die Konstellation der Gruppe auf ihr Bestreben hin zum The-Beauty-and-the-Beast-Duett. Gemeinsam nahm die Gruppe ein Demoband auf und verschickte es an unterschiedliche Label. Das deutsche Metal-Label Massacre Records nahm Theatre of Tragedy unter Vertrag und ließ sie mit Dan Swanö das selbstbetitelte Debütalbum einspielen. Theatre of Tragedy erschien 1995.
Das Album wird als wichtiges Album in der Popularisierung des Gothic Metal gesehen. Hinzukommend wird es als bedeutsame Veröffentlichung für die Verbreitung der im Gothic Metal und später im Symphonic Metal häufig präsentierten Gesangspaarung aus Growling und dem Klargesang einer Frau benannt. Die Idee lässt sich auf Celtic Frost und Paradise Lost zurückführen, diese arrangierten jedoch nur einzelne Titel mit dieser Gesangspaarung und bauten nicht das Bandkonzept auf dieser Idee auf. Darüber hinaus erreichten die Alben Gothic und Into the Pandemonium nicht den Erfolg des Albums von Theatre of Tragedy. Entsprechend verkörperte Theatre of Tragedy 1995 dem späteren Label der Band Nuclear Blast zufolge kein neues Konzept, sondern „jeden Aspekt der aufkeimenden Gothic-Metal-Szene.“ Im Anschluss an die Veröffentlichung bestritt die Band eine Tournee mit Atrocity und Das Ich.
Unmittelbar im Anschluss an die Tournee begann die Gruppe mit der Produktion des zweiten Albums. Velvet Darkness They Fear wurde mit Peter Coleman im Commusication Studio in Beindersheim aufgenommen. Zu den Aufnahmen von vier Stücken wurde das Moskauer Streichquartett Nedeltcho Boiadjiev hinzugezogen. Als weiterer Gitarrist stieß Geir Flikkeid zur Gruppe, um den ausgeschiedenen Bjåstad zu ersetzen. Das Album wurde von Kritikern zwiegespalten aufgenommen, erreichte jedoch ein großes Publikum. Mit Der Tanz der Schatten enthielt Velvet Darkness They Fear einen Hit, der in Diskotheken der schwarzen Szene häufig gespielt wurde. Das Album wurde trotz gespaltener Kritiken zu einem der populärsten und, mit über 40.000 unmittelbar verkauften Exemplaren, erfolgreichsten Gothic-Metal-Alben seiner Zeit Mit dem Erfolg galt die Gruppe als eine der damals führenden Bands im Genre. Lindal erlitt kurz nach der Fertigstellung des Albums einen Schlaganfall, wurde daher für die für 1996 geplanten Tournee durch Mathias Röderer von Atrocity ersetzt und kehrte nicht in die Band zurück. Erneut bestritt die Gruppe eine Tournee mit Atrocity. Hinzukommend war Theatre of Tragedy Teil des Tour-Festivals Out Of the Dark mit Gorefest, Samael und Moonspell.
Aus zwei verbleibenden Stücken der Aufnahmen von Velvet Darkness They Fear, einer englischen Version von Der Tanz der Schatten, dem Joy-Division-Cover Decades, welches die Band für ein norwegisches Tributealbum aufgenommen hatte und zwei durch Bruno Kramm von Das Ich arrangierten Remixversionen bekannter Stücke stellte die Band die EP A Rose for the Dead zusammen. Im Begleitheft der 1997 erschienenen EP gab die Gruppe bekannt, das Flikkeid Theatre of Tragedy auf eigenen Wunsch hin verlasse. Die Veröffentlichung wurde von einer Tournee mit Heavenwood und Lake of Tears begleitet. Insbesondere die Remixversionen der EP wurden durch Kritiker infrage gestellt.

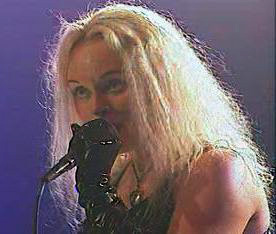
Liv Kristine Espenæs bei einem Auftritt, etwa 1998

Nachdem Espenæs ihr Solodebüt Deus Ex Machina 1998 veröffentlichte und der Gruppe zwei Gitarristen fehlten, kamen kurzzeitig Gerüchte um eine mögliche Trennung von Theatre of Tragedy auf. Dennoch wurde im gleichen Jahr mit Aégis das dritte Studioalbum der Gruppe veröffentlicht. Das mit Frank Classen und Tommy Olsson als neue Gitarristen im Woodhouse Studio aufgenommene und erneut von Peter Coleman produzierte Album variierte den von Theatre of Tragedy bekannten Stil hin zum Dark Rock. Der stärker auf den Einsatz des Keyboards und Espenæs’ Stimme hin konzipierte Stil von Aégis wurde von Kritikern als positiver Schritt in der Entwicklung der Gruppe gerühmt und durch Charterfolge in den Niederlanden (Platz 21) und Deutschland (Platz 40) honoriert. Betont wurde ebenfalls der Wandel von Rohonyis Gesang, der kein Growling mehr anwandte. Liv Kristine kritisierte, dass ein Großteil ihrer Gesangsaufnahmen nicht auf dem Album enthalten war. Anders als die Vorgängerveröffentlichungen erhielt Aégis überwiegend positive Kritiken. Nach der Veröffentlichung bestritt die Band einige Festivalauftritte und Konzerte.
Nach dem Erfolg des Albums Aégis wurde die Gruppe von EastWest Records, einem Atlantic-Subunternehmen, und Napalm Records abgeworben. Massacre veröffentlichte im Nachgang noch eine Weile verbliebenes Material der Gruppe. So die aus verbliebenen Aufnahmen des Albums Aégis, welches zuvor auf Kompilationen und limitierten Varianten erschien, einem zuvor auf der Kompilation Neuer Deutscher Liederwahn erschienenen Club-Mix des Stücks Der Tanz der Schatten und drei neuen nicht mit der Band vereinbarten Remixen zusammengestellt, die EP Inperspective 2000. Die Veröffentlichung der EP wurde massiv kritisiert und dem Label als Versuch, „Kohle zu scheffeln“, vorgeworfen. Im darauf folgenden Jahr erschien mit closure:live ein den Auftritt beim Metal Mania Festival 2000 in Katowice dokumentierendes Livealbum über Massacre Records.

### East West Records
Mit musique vollzog die Gruppe einen radikalen Stilwandel. Olsson und Saltrø verließen die Band noch vor den Aufnahmen und wurden nicht ersetzt. Als Grund für die Trennung wurden musikalische Differenzen angeführt. Der neue Stil der Gruppe tendierte verstärkt in Richtung Synth-Rock, nahm Elemente des modernen Alternative Metal auf und wurde durch technoide Songstrukturen seiner Zeit geprägt. Dieser Wandel wurde von bisherigen Anhängern der Gruppe scharf kritisiert. Ebenso wurde das Album von Kritikern zumeist schlecht beurteilt. Es erreichte trotz negativer Rezensionen die deutschen Charts (Platz 39) und die zugehörige Europatournee fand ausverkauft statt.
Der durch das Voralbum musique eingeleitete Stilwechsel setzte sich 2002 mit Assembly fort. Die mit Vegard K. Thorsen als neuen Gitarristen verstärkte Gruppe griff auf dem Album zunehmend auf Popstrukturen zurück. Entsprechend wurde das Album als Reminiszenz an die Popmusik der 1980er besprochen. Anders als musique wurde Assembly damit positiv aufgenommen. Insbesondere wurde in Besprechungen der Gesang von Espenæs lobend erwähnt.

„Hatte sie bislang zumeist die höheren Oktaven für sich in Anspruch genommen, so hat sie nun auf Assembly alle Restriktionen fallen gelassen, um den Hörer mal mit tiefer, lasziver Stimme zu verzaubern (Automatic Lover), mal mit feinen Nuancen zum genaueren Hinhören zu verführen (Motion). Konsequenterweise wird dieser Steigerung durch mehr Raum für Livs Gesang Rechnung getragen.“

Das Album kam kurzzeitig in die Charts, konnte jedoch nicht am Erfolg der Vorgängerwerke anknüpfen und blieb hinter den Erwartungen zurück.
Im Jahr 2003 beteiligte sich Espenæs, die mittlerweile mit dem Atrocity-Sänger Alexander Krull verheiratet war, an der Gründung der Symphonic-Metal-Band Leaves’ Eyes mit Mitgliedern der Gruppe Atrocity. Espenæs, die zuvor nach Deutschland gezogen war, verlor in den vorausgegangenen Jahren zunehmend den Bezug zu den Mitgliedern von Theatre of Tragedy und wurde noch 2003 via E-Mail über ihr Ausscheiden aus der Gruppe informiert. Espenæs benannte das unstete Bandgefüge über mehrere Jahre als Hauptproblem und Grund für eine wachsende Missgunst in der Gruppe, die ihrer Ansicht nach zu ihrem Ausschluss führte. Die Bandmitglieder hingegen gaben Espenæs gegenüber an, dass ein radikaler Schnitt nötig gewesen sei um eine akute Krise zu überwinden. Aspen bestätigte diesen Aspekt als Kernmotivation hinter der Trennung und erläuterte hinzukommend weitere Einschnitte in der Karriere der Gruppe, wie der Trennung von East/West, mit dem Wunsch, einen Neubeginn unter eigener Kontrolle zu wagen.

„Wir haben uns von Liv K. getrennt und danach von unserer Plattenfirma und dann noch von unserem Management. Es war Zeit wieder die Kontrolle über unsere Karrieren zu bekommen und von vorn zu beginnen.“

### AFM Records

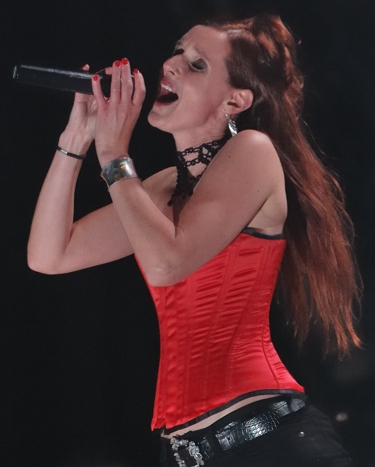
Nell Sigland, bei einem Auftritt in Chile 2010

In der Öffentlichkeit wurde die Gruppe nach den Trennungen von ihrer Sängerin, ihrem Management und ihrem Label als gescheitert wahrgenommen. Im Frühjahr 2006 veröffentlichte Theatre of Tragedy mit ihrer neuen Sängerin Nell Sigland von der Dark-Rock-Band The Crest, welche die Band seit 2003 unterstützte, ihr sechstes Studioalbum. Das Album Storm wurde als Comeback hoch gelobt. Mit diesem Album distanzierte sich die Band von dem Kurs der beiden vorausgegangenen Alben. Das Album erschien über AFM Records und wurde von Rezensenten zumeist mit Aégis verglichen. Der Bass wurde von dem Gastmusiker Magnus Westgaard eingespielt. Die Tournee, welche die Albumveröffentlichung begleitete, wurde ohne Bassisten absolviert. Einige Lieder wurden durch den Tontechniker am Bass begleitet.
Im September 2009 erschien das siebte Studioalbum. Forever Is the World wurde von Kritikern erneut positiv aufgenommen und als fortgeführte Rückbesinnung auf die Stärken des Albums Aégis beurteilt. Zum Teil, so urteilten Kritiker, ginge die Rückbesinnung gar weiter. Vor allem, dass dem Klargesang Siglands vereinzelt der gutturale Gesang Rohonyis entgegengesetzt wurde, wurde als Rückgriff auf frühe Veröffentlichungen betrachtet.
Mit Addenda erschien im März 2010 eine EP, die in einer auf 2000 Kopien limitierten Auflage dem Tour-Album beigelegt wurde. Zugleich gab Theatre of Tragedy offiziell ihrer Auflösung für Oktober des gleichen Jahres bekannt. Als Grund wurden immer größere Probleme, Familie und Beruf miteinander zu vereinbaren, angegeben. Die letzte Europatournee im März 2010 sowie vereinzelte Konzert- und Festivalverpflichtungen wurden wie geplant wahrgenommen. Nach eigenen Angaben habe die Gruppe die Auflösung während der Aufnahmen zu Forever Is the World beschlossen. Im Nachgang wurde das letzte Konzert der Gruppe als Doppelalbum und DVD unter dem Titel Last Curtain Call 2011 veröffentlicht.

## Stil
Die Musik von Theatre of Tragedy war mehreren Stilwechseln unterzogen. Die ersten beiden Alben gelten als typischer Gothic Metal. Stefan Gnad beurteilt, bezugnehmend auf diese beiden Alben, Theatre of Tragedy gar als die erste Musikgruppe, die sich selbst als Gothic-Metal-Band begriff und alle bekannten Elemente des Stils miteinander verband. Dabei kombinierte die Band langsames Gitarrenspiel und ein aus dem Death Doom etabliertes Riffing mit schleppendem Tempo und orchestral anmutende Keyboardpassagen. Vor diesem musikalischen Gerüst präsentierte die Band den häufig als „The Beauty and the Beast“ bezeichneten Wechselgesang zwischen dem männlichen gutturalen Growling Rohonyis und dem hellen weiblichen Klargesang Espenæs’.
Mit dem Album Aégis veränderte sich der Klang der Gruppe hin zum Dark Rock. Das Gitarrenspiel variierte zwischen Elementen des späten Gothic Rock sowie des Hard Rock von Gruppen wie Fields of the Nephilim, The Sisters of Mercy. Ebenso wurde kein gutturaler Gesang mehr genutzt. Rohonyis Stimmeinsatz wurde indes mit jenem von Carl McCoy von Fields of the Nephilim verglichen. In den Vordergrund rückte hinzukommend der Einsatz des Keyboards. Die späteren Alben Storm und Forever is the World wurden im gleichen Stil eingespielt. Allerdings wurde auf Forever is the World wieder gutturaler Gesang genutzt.
Die beiden zwischen Aégis und Storm erschienenen Alben musique und Assembly entsprechen vornehmlich dem Synth Rock, derweil musique auf Elemente des Alternative Metal zurückgreift und Assembly eher Strukturen der Popmusik aufweist. Das auf musique präsentierte Gitarrenspiel orientierte sich an modernen Metal- und Rockbands, während der Gesamtklang verstärkt durch den Einsatz von Synthesizern geprägt wurde. Für Assembly wurden die Metalelemente reduziert. Das Gitarrenspiel orientierte sich zunehmend an populärer Rockmusik. Rohonyis Gesang wurde auf ein Minimum reduziert und Espenæs’ nunmehr als vielschichtigerer gelobte Gesang wurde in den Vordergrund der Musik gestellt.

## Diskografie
| Alben - 1995: Theatre of Tragedy (Massacre Records) - 1996: Velvet Darkness They Fear (Massacre Records) - 1998: Aégis (Massacre Records) - 2000: musique (East/West Records) - 2002: Assembly (East/West Records) - 2006: Storm (AFM Records) - 2009: Forever Is the World (AFM Records) Live - 2001: Closure:live (Massacre Records) - 2011: Last Curtain Call (inkl. DVD, AFM Records) Kompilationen - 2019: Remixed (AFM Records) | Singles - 1996: Der Tanz der Schatten (Massacre Records) - 1998: Cassandra (Massacre Records) - 2000: Image (East/West Records) - 2001: Machine (East/West Records) - 2002: Let You Down (East/West Records) - 2006: Storm (AFM Records) EPs - 1997: A Rose for the Dead (Massacre Records) - 2000: Inperspective (Massacre Records) - 2010: Addenda (AFM Records) Demo - 1994: Theatre of Tragedy Demo (Selbstverlag) |  |  |